# Vladimir Stassov
Pour les articles homonymes, voir Stassov.
Vladimir Vassilievitch Stassov (en russe : Владимир Васильевич Стасов; ISO 9 : Vladimir Vasil'evič Stasov), né le 14 janvier 1824 à Saint-Pétersbourg et mort le 23 octobre 1906 dans la même ville, est un critique d'art et journaliste russe. Il est le fils de l'architecte Vassili Stassov (1769-1848), le frère de la féministe Nadejda Stassova (1822-1895) et l'oncle de la dirigeante bolchévique Elena Stassova (1873-1966). Stassov a notamment aidé Modeste Moussorgski dans le choix de ses textes d'opéras ainsi que ses recherches historiques.

## Biographie
Il étudia à l'École de Droit de Saint-Pétersbourg, dont il sortit diplômé en 1843, puis en Italie de 1851 à 1854 et enfin fut admis à l'Académie impériale des Beaux-Arts en 1859.
Il fut un des plus fervents soutiens à la fois du mouvement slavophile dans l'art russe et de l'introduction d'une aspiration nouvelle. Il appartint au mouvement des Ambulants (peredvijniki) dans le domaine de la peinture. Dans le domaine de la musique, il soutint tout particulièrement Glinka qui symbolisait à ses yeux cette émergence de l'âme russe, mais aussi le Groupe des Cinq (dont il fut d'ailleurs à l'origine du nom qu'il employa pour la première fois dans un article de 1867). Devenu en 1872 chef du département d'Art de la Bibliothèque de Saint-Pétersbourg, il usa de toute son influence et de son extrême sociabilité pour favoriser ses idées et lutter contre l'académisme.
Il est enterré au cimetière Tikhvine de la laure Saint-Alexandre-Nevski à Saint-Pétersbourg. 